# 터치 앤드 고

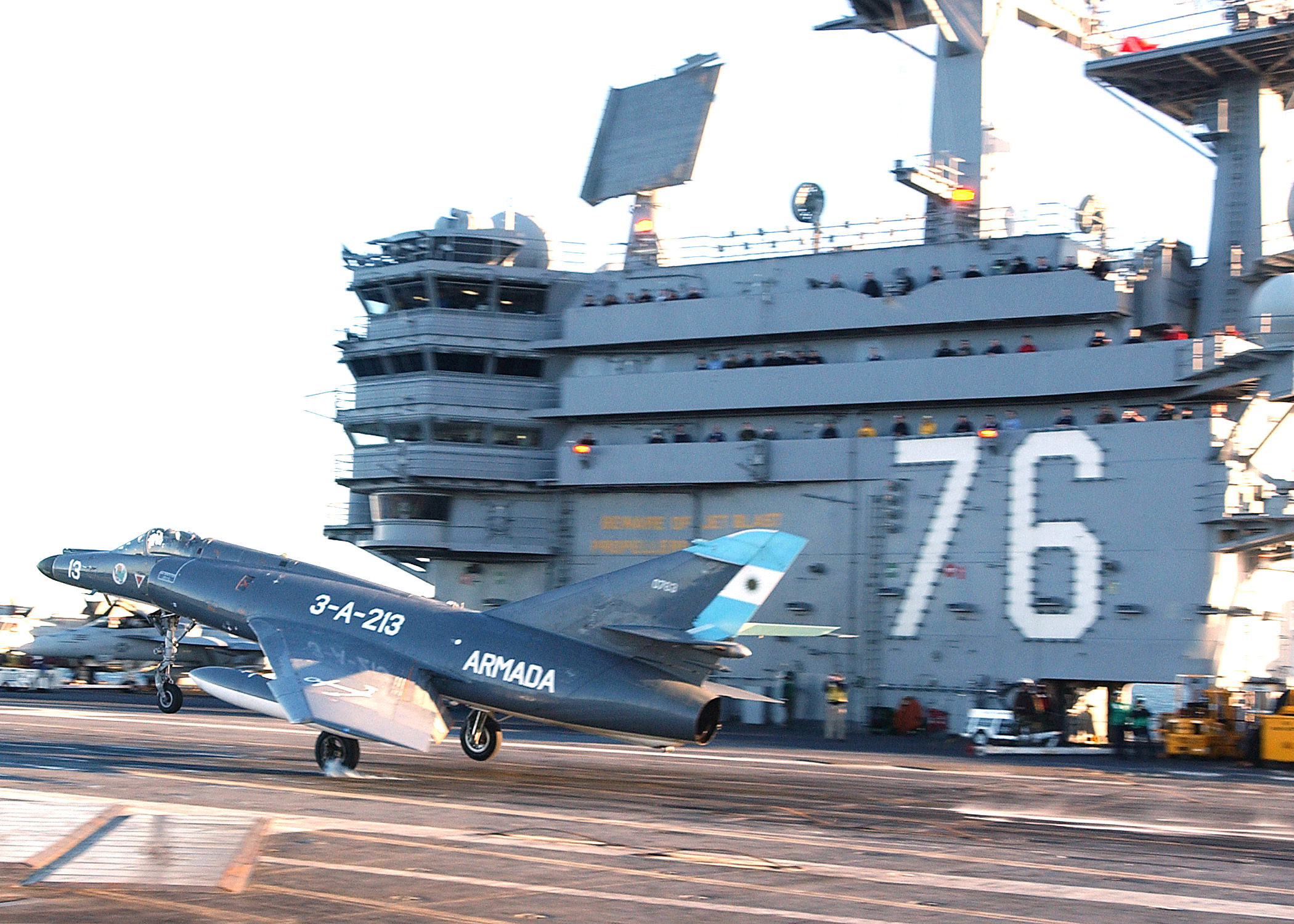
로널드 레이건 함에 터치 앤 고를 하는 아르헨티나 공군의 쉬페르 에탕다르.

터치 앤드 고(영어: Touch and go)는 살짝 착지했다가 바로 다시 기수를 들어 재이륙하는 것을 가리키는 항공 용어이다. 조종사의 교육 목적으로 주로 이루어지지만 효과에 대해서는 의문이 제기되고 있다. 완전히 착지하지 않고 다시 상승하는 것은 착륙복행(Go-around)이라고 하여 구별된다.

## 참고 문헌
1. ↑  http://www.tc.gc.ca/fra/aviationcivile/normes/commerce-manuels-multipilote-chapitre10-section3-1956.htm